# RLC Mesvins
RLC Mesvins is een Belgische voetbalclub uit Mesvin, een deelgemeente van Bergen. De club heeft als stamnummer 370, haar clubkleuren zijn geel en blauw.

## Geschiedenis
RLC Mesvins werd opgericht in 1915, het kreeg stamnummer 370. Haar clubkleuren zijn geel en blauw. Mesvins geraakte in haar geschiedenis nooit uit de provinciale reeksen, hierdoor is er niet veel  bekend over de club.

## Resultaten
| Seizoen                      | Klasse | Klasse | Klasse | Klasse | Klasse | Klasse | Klasse | Klasse | Klasse | Reeks                                                    | Punten                                                   | Opmerkingen                                              |
|                              | I      | I      | II     | III    | IV     | P.I    | P.II   | P.III  | P.IV   |                                                          |                                                          |                                                          |
| ---------------------------- | ------ | ------ | ------ | ------ | ------ | ------ | ------ | ------ | ------ | -------------------------------------------------------- | -------------------------------------------------------- | -------------------------------------------------------- |
| 2010/11                      |        |        |        |        |        |        |        | 6      |        | Derde prov. Hen. B                                       | 47                                                       |                                                          |
| 2011/12                      |        |        |        |        |        |        |        | 8      |        | Derde prov. Hen. B                                       | 39                                                       |                                                          |
| 2012/13                      |        |        |        |        |        |        |        | 15     |        | Derde prov. Hen. B                                       | 27                                                       | degradatie                                               |
| 2013/14                      |        |        |        |        |        |        |        |        | 2      | 4de prov. Hen. D                                         | 64                                                       |                                                          |
| Geen eerste ploeg in 2014/15 |        |        |        |        |        |        |        |        |        |                                                          |                                                          |                                                          |
| 2015/16                      |        |        |        |        |        |        |        |        | 2      | 4de prov. Hen. C                                         | 54                                                       | promotie                                                 |
|                              | 1A     | 1B     | 1Am    | 2Am    | 3Am    | P.I    | P.II   | P.III  | P.IV   | Vanaf 2016-17 zijn er 3 nationale en 2 regionale niveaus | Vanaf 2016-17 zijn er 3 nationale en 2 regionale niveaus | Vanaf 2016-17 zijn er 3 nationale en 2 regionale niveaus |
| 2016/17                      |        |        |        |        |        |        |        | 10     |        | Derde prov. Hen. C                                       | 54                                                       |                                                          |
| 2017/18                      |        |        |        |        |        |        |        | 5      |        | Derde prov. Hen. C                                       | 55                                                       | promotie via eindronde                                   |
| 2018/19                      |        |        |        |        |        |        | 13     |        |        | 2de prov. Hen. A                                         | 34                                                       |                                                          |
| 2019/20                      |        |        |        |        |        |        | 5      |        |        | 2de prov. Hen. B                                         | 41                                                       |                                                          |
| 2020/21                      |        |        |        |        |        |        | -      |        |        | 2de prov. Hen. B                                         | -                                                        | Seizoen geschrapt door Covid-19 epidemie.                |
| 2021/22                      |        |        |        |        |        |        | 2      |        |        | 2de prov. Hen. B                                         | 66                                                       |                                                          |
| 2022/23                      |        |        |        |        |        |        | 7      |        |        | 2de prov. Hen. B                                         | 50                                                       |                                                          |
| 2023/24                      |        |        |        |        |        |        | 3      |        |        | 2de prov. Hen. B                                         | 54                                                       |                                                          |
| 2024/25                      |        |        |        |        |        |        | 2      |        |        | 2de prov. Hen. B                                         | 57                                                       |                                                          |
| 2025/26                      |        |        |        |        |        |        |        |        |        | 2de prov. Hen. B                                         |                                                          |                                                          |

## Bekende (ex-)spelers
- Noe Dussenne
- Mbo Mpenza
- Émile Mpenza